# Julian Wereszczyński
Julian Wereszczyński (ur. ?, zm. 10 lutego 1863) – komisarz wojskowy województwa kaliskiego w powstaniu styczniowym.
Pochodził z rodziny ziemiańskiej. Był studentem Uniwersytetu Kijowskiego, związany z kółkiem Narcyza Jankowskiego. W 1862 był jednym ze współzałożycieli Komitetu Miejskiego w Warszawie, później został jednym z jego agentów. W czasie powstania walczył w oddziale Mielęckiego, poległ w bitwie pod Cieplinami (Izbicą).